# 興味しんしん丸
『興味しんしん丸』（きょうみしんしんまる）は、1995年4月から1996年3月までテレビ朝日系全国ネットで放送された朝日放送制作の情報ドキュメント番組である。放送時間は、毎週火曜21:00 - 21:54（JST）。司会進行役には板東英二と前番組『これは知ってナイト』から引き続き出演の峰竜太が務めた。

## 概要
番組内容は前番組と同様に｢人気パチンコ最新台攻略方法を教えます!!｣や｢今がお買い得!最新駅弁情報」、｢今予約するとお得!旅館・ホテルお薦め情報」などのテーマが多く放送された。その一方で、前番組時代に多く取り上げられた｢刑務所潜入24時｣などの企画の割合は減少した。

## ネット局
| 放送対象地域  | 放送局           | 系列           | 備考               |
| ------------- | ---------------- | -------------- | ------------------ |
| 近畿広域圏    | 朝日放送         | テレビ朝日系列 | 制作局             |
| 関東広域圏    | テレビ朝日       | テレビ朝日系列 |                    |
| 北海道        | 北海道テレビ     | テレビ朝日系列 |                    |
| 青森県        | 青森朝日放送     | テレビ朝日系列 |                    |
| 宮城県        | 東日本放送       | テレビ朝日系列 |                    |
| 秋田県        | 秋田朝日放送     | テレビ朝日系列 |                    |
| 山形県        | 山形テレビ       | テレビ朝日系列 |                    |
| 福島県        | 福島放送         | テレビ朝日系列 |                    |
| 新潟県        | 新潟テレビ21     | テレビ朝日系列 |                    |
| 長野県        | 長野朝日放送     | テレビ朝日系列 |                    |
| 静岡県        | 静岡朝日テレビ   | テレビ朝日系列 |                    |
| 石川県        | 北陸朝日放送     | テレビ朝日系列 |                    |
| 中京広域圏    | 名古屋テレビ     | テレビ朝日系列 |                    |
| 広島県        | 広島ホームテレビ | テレビ朝日系列 |                    |
| 山口県        | 山口朝日放送     | テレビ朝日系列 |                    |
| 香川県 岡山県 | 瀬戸内海放送     | テレビ朝日系列 |                    |
| 愛媛県        | 愛媛朝日テレビ   | テレビ朝日系列 |                    |
| 福岡県        | 九州朝日放送     | テレビ朝日系列 |                    |
| 長崎県        | 長崎文化放送     | テレビ朝日系列 |                    |
| 熊本県        | 熊本朝日放送     | テレビ朝日系列 |                    |
| 大分県        | 大分朝日放送     | テレビ朝日系列 |                    |
| 鹿児島県      | 鹿児島放送       | テレビ朝日系列 |                    |
| 沖縄県        | 琉球朝日放送     | テレビ朝日系列 | 1995年10月開局から |

## 備考
- 番組冒頭で流れたテーマ曲はロシア民謡「ポーリュシカ・ポーレ」の替え歌であるが、放送後期に入ってからは使用されなかった。
- 1回だけテレビ朝日アナウンサー（当時）の小林一枝の提供クレジット読みによる放送の回が存在する。これは、その日の朝日放送のオンエアがローカルのプロ野球中継（オリックス・ブルーウェーブの優勝がかかった試合の生中継）を優先していたためであり、この日の放送分は朝日放送では別の日に放送された。
- 本番組の終了から2002年4月に火曜日20時枠で朝日放送制作の情報ドキュメント番組『現代進行形TV イマジン!』が開始されるまでの間、朝日放送の情報ドキュメント番組群で扱われていた企画は、テレビ朝日平日夕方の『スーパーJチャンネル』17時台後半や18時19分以降のローカル特集などに廻されていた。また、『イマジン!』が終了した2003年3月末以降は、再び、『スーパーJチャンネル』で15分から20分程度の企画コーナーとして放送されているが、朝日放送では、この時間帯の企画は通常ネットが行われていない。また、一部の特集企画は、再編集・追加取材の上で、『ニュースステーション』や『スーパーモーニング』などの全国ネットの番組で放送された。